# Casc il·liri

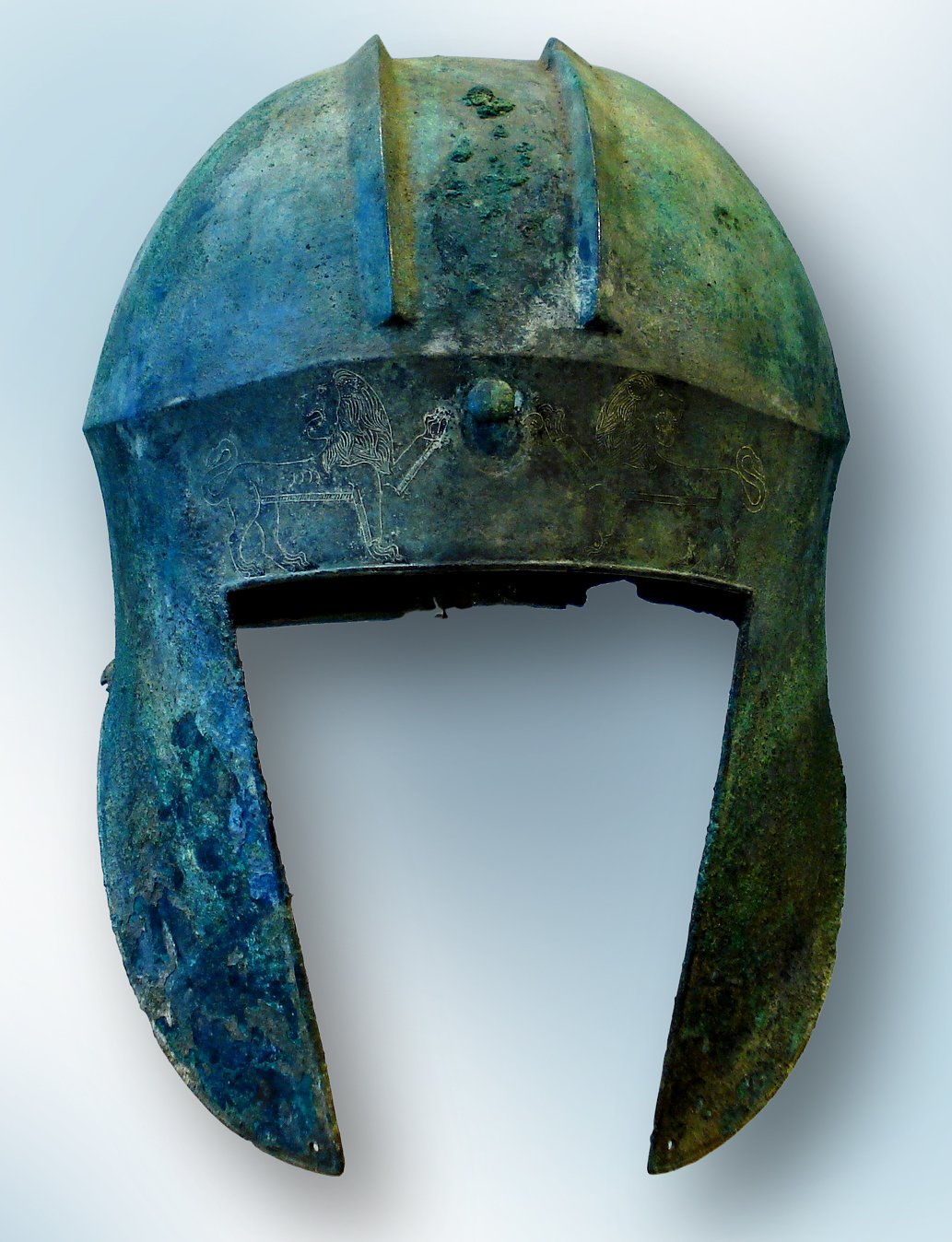
Casc grec de tipus il·liri de Argòlida (segle VI-V aC)

El casc il·liri té el seu origen a l'antiga Grècia, al Peloponnès, prop del segle VII aC. Era un casc de bronze, l'estil més tardà cobria enterament el cap i el coll. Tenia la cara descoberta en totes les seves varietats. És nomenat de tipus il·liri a causa del gran nombre de troballes a Il·líria.

## Evidència física
Aparentment, a jutjar per evidències arqueològiques, el casc va ser una evolució del casc Kegel de l'època arcaica trobat a Argos. El casc de tipus il·liri no obstaculitza el sentit de la visió encara que les primeres dues varietats dificultessin l'audició. Hi havia quatre models d'aquests cascs i tots tenien la cara descoberta.
- El tipus I (circa anys 650 aC) deixava el coll desprotegit i dificultava l'audició.
- El tipus II (circa anys 600 aC) oferia protecció al coll i també dificultava l'audició.
- El tipus III (circa anys 550 aC) protegia el coll i permetia una millor audició.
- El tipus IV (circa anys 500 aC) era similar al tipus III, però l'audició no era del tot deficient.

El disseny del primitiu casc corinti va ser efectuat en menor quantitat que el tipus I i va ser usat simultàniament. Els peltastes i la cavalleria van usar aquest casc. El casc de tipus il·liri va ser emprat pels antics grecs, els escites i va arribar a ésser popular amb els il·liris que ho van adoptar més tard. El casc va esdevenir obsolet en la major part de Grècia a començaments del segle V aC. Tanmateix, va perdurar a Il·líria potser fins finals del segle ii aC.